# Yuri Chodorov
Yuri Chodorov –en ruso, Юрий Ходоров– es un deportista soviético que compitió en remo. Ganó una medalla de plata en el Campeonato Mundial de Remo de 1966 y dos medallas en el Campeonato Europeo de Remo, plata en 1965 y bronce en 1967.

## Palmarés internacional
| Campeonato Mundial | Campeonato Mundial | Campeonato Mundial | Campeonato Mundial |
| Año                | Lugar              | Medalla            | Prueba             |
| ------------------ | ------------------ | ------------------ | ------------------ |
| 1966               | Bled (Yugoslavia)  | Medalla de plata   | Ocho con timonel   |
| Campeonato Europeo |                    |                    |                    |
| Año                | Lugar              | Medalla            | Prueba             |
| 1965               | Duisburgo (RFA)    | Medalla de plata   | Ocho con timonel   |
| 1967               | Vichy (Francia)    | Medalla de bronce  | Ocho con timonel   |